# Waleri Pawlowitsch Leonow

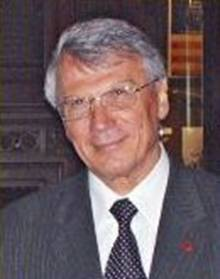
Waleri Pawlowitsch Leonow

Waleri Pawlowitsch Leonow  (russisch Валерий Павлович Леонов, wiss. Transliteration Valerij Pavlovič Leonov, engl. Valerii Pavlovich Leonov); (* 20. Oktober 1942 in Uralsk) ist ein russischer Bibliothekar. Er war Direktor der Bibliothek der Russischen Akademie der Wissenschaften (BAN) in Sankt Petersburg.

## Leben und Werk
Leonow wuchs in der Ukraine auf und studierte am Staatlichen Kulturinstitut in Sankt Petersburg, in dessen Bibliothek er nach seinem Abschluss 1969 arbeitete. 1973 erhielt er ein Stipendium für einen Aufenthalt in den USA. 1987 wechselte er zur Bibliothek der Sowjetischen Akademie der Wissenschaften, deren Leitung er 1988 nach ihrem Brand übernahm. Amtsinhaber Wladimir Alexandrowitsch Filow hatte kurz nach dem Feuer einen Herzanfall erlitten. Leonow leitete den Wiederaufbau der BAN und modernisierte die Bibliothek. Über diese Erfahrung und eine Vielzahl seither erhobener Vorwürfe, Intrigen und Ermittlungen gegen ihn veröffentlichte er ein Buch, das 1996 auf Russisch und 1999 auf Englisch erschien. Seit 1993 wurde er alle fünf Jahre als Direktor im Amt bestätigt. 2016 wurde er pensioniert.
Leonow war Mitglied der Präsidiums des Wissenschaftszentrums Sankt Petersburg der Russischen Akademie der Wissenschaften und Mitherausgeber mehrerer Zeitschriften. 2000 erhielt er die Auszeichnung „Verdienter Arbeiter der Kultur“.

## Veröffentlichungen (Auswahl)
- Referirovanie i annotirovanie naučno-techničeskoj literatury. Diss., Novosibirsk 1986
- The Library Syndrome. München 1999. Aktualisierte Ausgabe von Bibliotečnyj sindrom. Sankt Petersburg 1996
- Libraries in Russia. History of the Library of the Academy of Sciences from Peter the Great to Present. München 2005
- Istorija Sankt-Peterburga - Petrograda, 1703 - 1917. Putevoditelʹ po istočnikam. T. 1, Vyp. 2. Sankt Petersburg 2005. T. 3, Vyp. 1. Sankt Petersburg 2007